# Ophiuche parancara
Ophiuche parancara är en fjärilsart som beskrevs av Paul Dognin 1914. Ophiuche parancara ingår i släktet Ophiuche och familjen nattflyn. Inga underarter finns listade i Catalogue of Life.